# ホワイトナイトツー
ホワイトナイトツー
2008年7月28日に行われたホワイトナイトツーのロールアウトと命名の式典
- 用途：輸送機
- 設計者：バート・ルータンとボブ・モーガン[1]
- 製造者：スケールド・コンポジッツ
- 初飛行：2008年12月21日

スケールド・コンボジッツ モデル348 ホワイトナイトツー (Scaled Composites Model 348 WhiteKnightTwo, WK2) は、スペースシップツー宇宙船を発射するために使用される、輸送用のジェット航空機である。これはスケールド・コンポジッツによって、二段階の有人弾道飛行発射システムであるTier 1bの第一段階として開発された。ホワイトナイトツーは、スペースシップワンの母艦であるホワイトナイト（これはプロテウスに基づいて開発された）の成功に基づいている。
ヴァージン・ギャラクティックは2機のホワイトナイトツーを発注済みである。ホワイトナイトツーとスペースシップツーは、ヴァージン・ギャラクティックが行う弾道飛行で使用されるスペースプレーンのベースとなっている。
最初のホワイトナイトツーはリチャード・ブランソンの母に因んでVMS Eveと名づけられた。これは2008年7月28日に公式に公開され、2008年12月21日に初飛行を行った。二番目のホワイトナイトツーは、ブランソンの親しい友人であるスティーヴ・フォセットに因んでVMS Spirit of Steve Fossettと名づけられる予定である。

## 設計

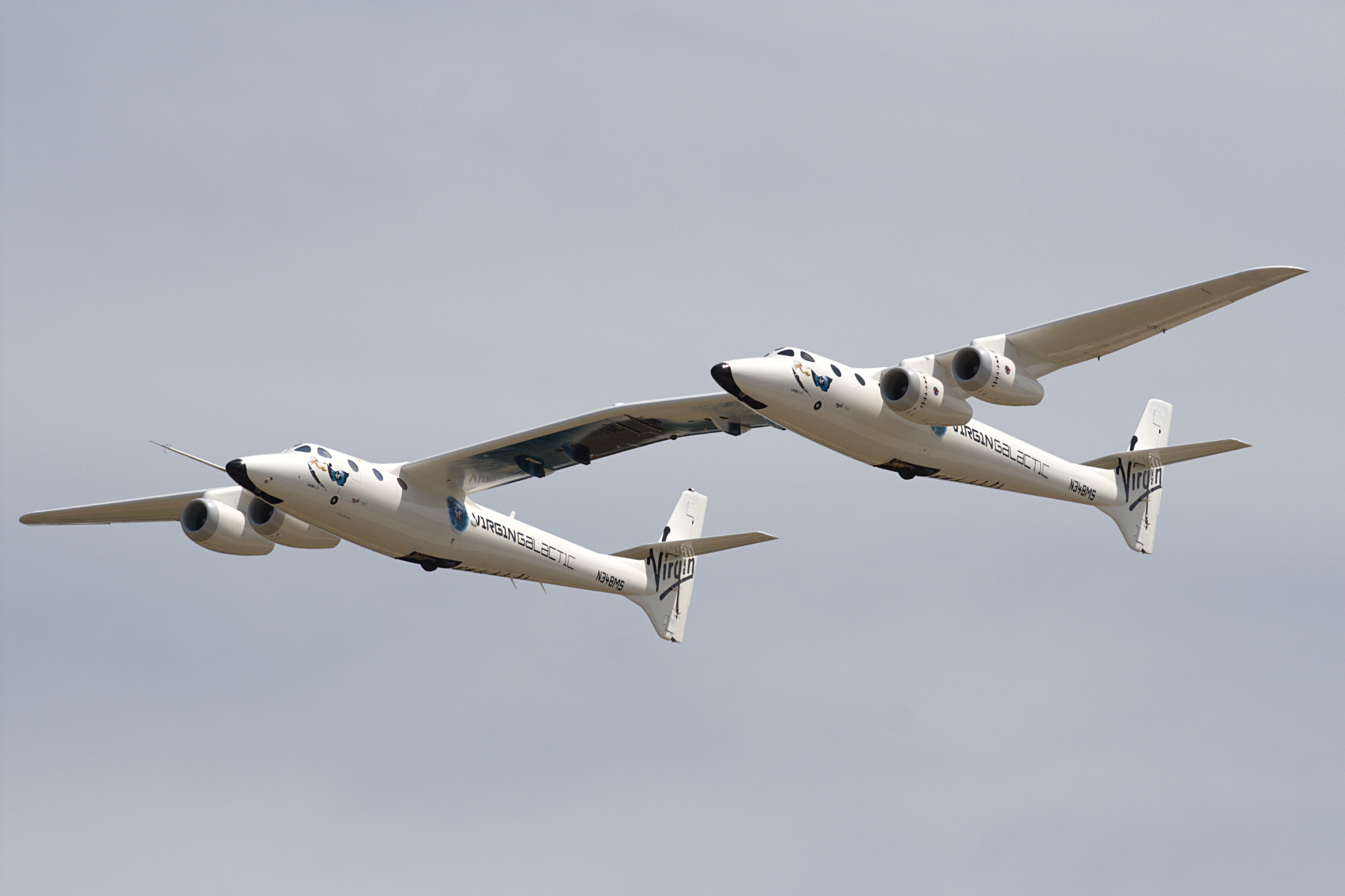
特徴的な平面形を持つホワイトナイトツー

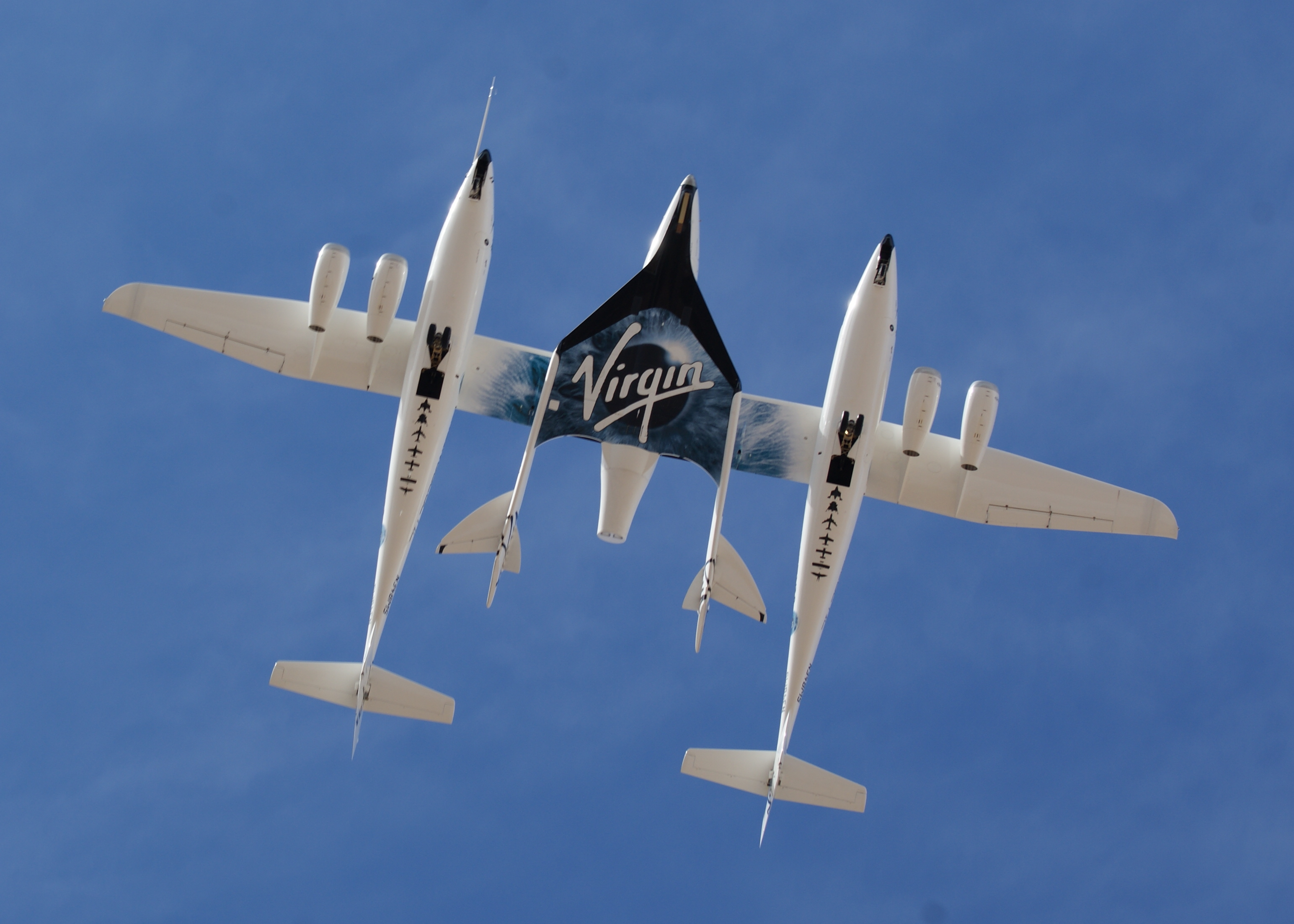
スペースシップ２を運ぶホワイトナイトツー

ホワイトナイトツーは、大型のスペースシップツー宇宙船を輸送するために開発され、ホワイトナイトに比べておよそ3倍の大きさがある。 また、フライトコントロールケーブルでさえ、カーボンファイバー製の、新しく特許を受けた設計となっている。 ホワイトナイトツーの翼幅は、B-29 スーパーフォートレスと同程度の翼幅になる。
実際の弾道飛行の前に、ホワイトナイトツーは数秒間の無重力状態を体験できるプレビュー飛行を行う。ホワイトナイトツーは、およそ60,000フィート(18km)の実用上限高度を持つことを意図しており、乗客にダークブルーの空を提供する。これにより、乗客は本当の飛行の前に訓練を行うことが出来る。
ホワイトナイトツーは双胴機であり、それぞれの胴体に2つずつのジェットエンジンを持つ。ひとつの胴体は乗客の訓練などを行うためのスペースシップツーの正確なレプリカで、もうひとつの胴体は、割引料金の日帰り旅行客を成層圏へ運ぶためのものとなっている。
ホワイトナイトツーの設計は、サイズ・尾翼・エンジンの構成・コクピットの配置など、ホワイトナイトと完全に異なる。ホワイトナイトは2つのT字尾翼であったが、ホワイトナイトツーは2つの十字尾翼である。エンジンの構成も大きく異なっている。ホワイトナイトツーではエンジンを翼の下に吊り下げているが、ホワイトナイトでは唯一のコクピットの両側に配置していた。

## 仕様

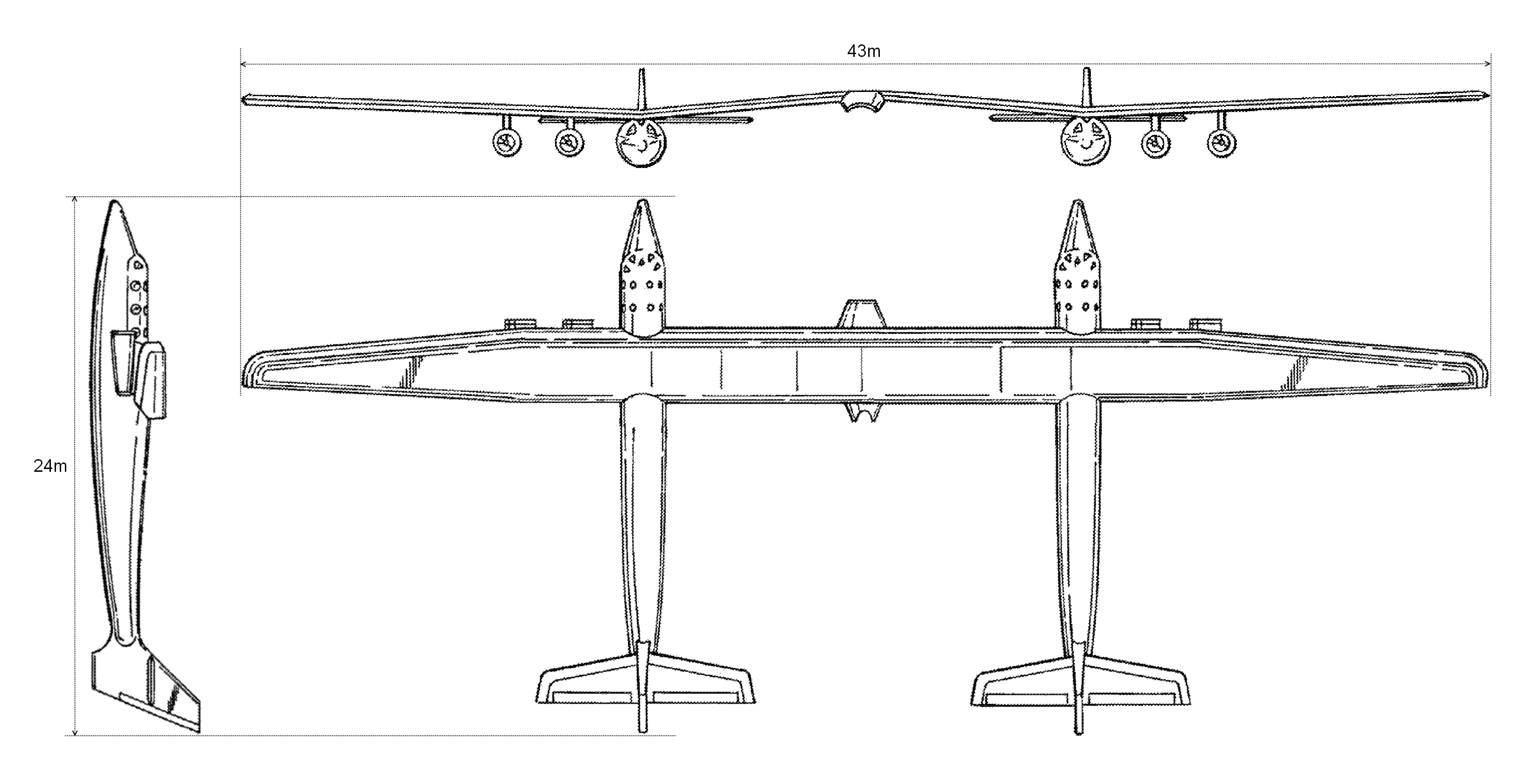
ホワイトナイトツー 三面図

出典: 
諸元
- ペイロード: 17,000 kg [12]
- 全長: 24m （79ft）
- 全高: m （ft）
- 翼幅: 43m（141ft）
- 翼面積: m2 （ft2）
- 空虚重量: kg （lb）
- 運用時重量: kg （lb）
- 有効搭載量: kg （lb）
- 最大離陸重量: kg （lb）
- 動力: プラット・アンド・ホイットニー・カナダ PW308 ターボファン、30.69kN （6,900lbf）  × 4

性能
- 超過禁止速度: km/h （kt）
- 最大速度: km/h （kt）
- 巡航速度: km/h （kt）
- 失速速度: km/h （kt）
- フェリー飛行時航続距離: km （海里）
- 航続距離: km （海里）
- 実用上昇限度: 21.3 km （70,000 ft）
- 上昇率: m/min （ft/s）
- 翼面荷重: kg/m2 （lb/ft2）

## 画像

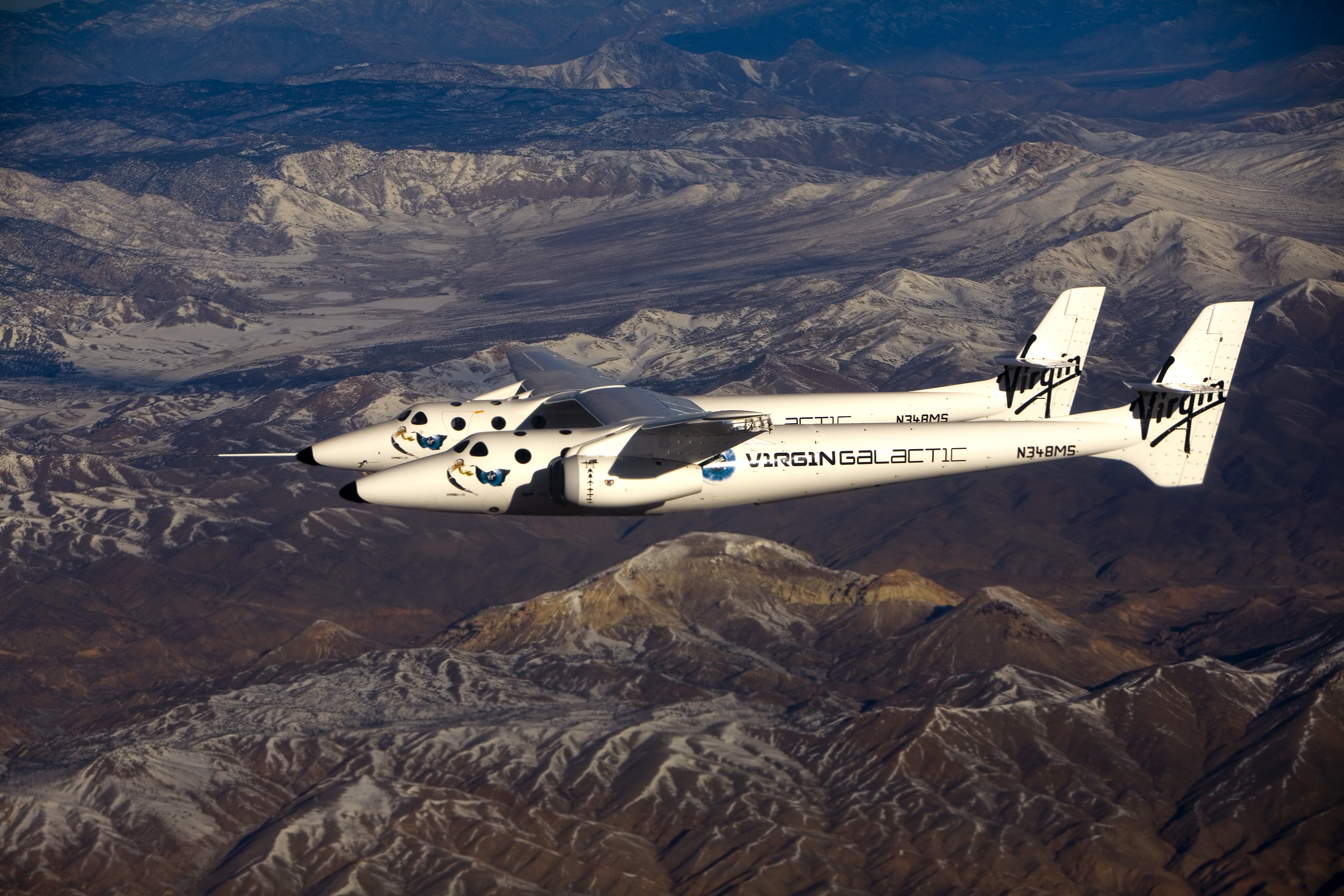
2008年12月21日に行われたVMS Eveの初飛行
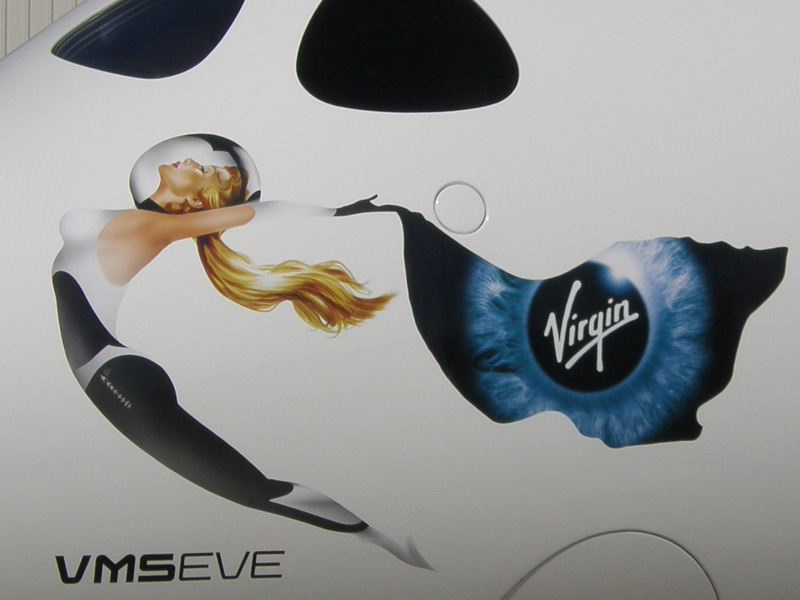
VMS Eveの機首のデザイン
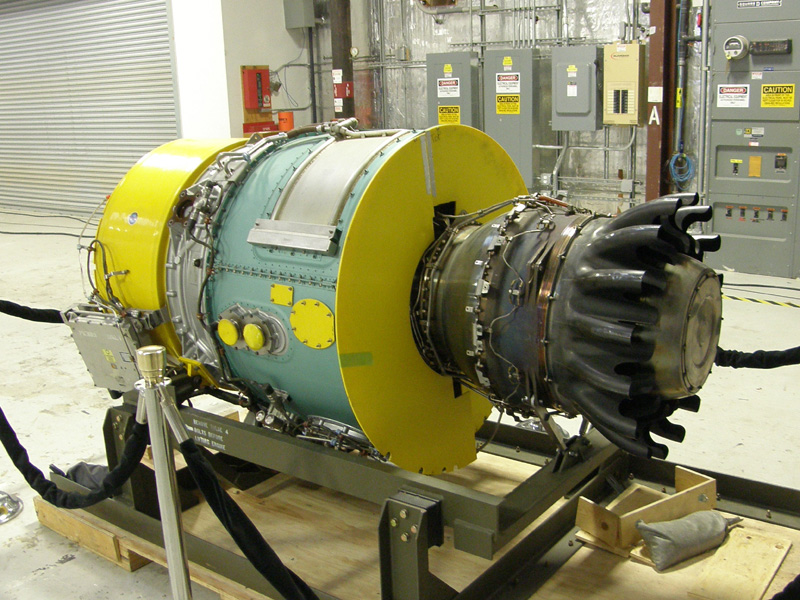
ホワイトナイトツーで使用されたPW308

## 参照
1. ↑  “WK2 Rollout Audio Clips (parts 4 & 6)”. Movaje Skies (2008年7月30日). 2009年3月10日閲覧。
2. ↑  Malik, Tariq (2008年1月23日). “Virgin Galactic Unveils Suborbital Spaceliner Design”.  SPACE.com. 2008年1月25日閲覧。
3. ↑  Burack, Ari (2007年10月10日). “Sir Richard Branson...”.  San Francisco Sentinel. 2008年2月28日閲覧。
4. ↑  “Spaceship Company unveils design of SpaceShipTwo”.  Pravda Online (2008年1月23日). 2008年1月28日時点のオリジナルよりアーカイブ。2008年1月25日閲覧。
5. ↑  “Something dangerous and new”.   thespacereview.com (2007年8月28日). 2007年8月28日閲覧。
6. ↑  David, Leonard. "Virgin Galactic Spaceline: Mega-Mothership Set for Rollout Debut". Space.com 2008年6月6日
7. ↑  Leonard David (2006年8月11日). “Burt Rutan on Civilian Spaceflight, Breakthroughs, and Inside SpaceShipTwo”.   Space.com. 2007年8月25日閲覧。
8. ↑  Kenny Kemp (March 2007). Destination Space. Virgin Books
9. ↑  Spencer Reiss (2007年5月22日). “Burt Rutan and Richard Branson Want You to Hit Space in High Style”.   Wired.com. 2007年8月25日閲覧。
10. ↑  “Pratt & Whitney Canada PW308 Engine to Power Virgin Galactic's Suborbital Spaceship Launcher”.   Pratt & Whitney Canada (2007年7月11日). 2007年8月25日閲覧。
11. ↑  Will Whitehorn and Alex Tai (2007年7月22日). “Virgin Galactic presentation Oshkosh Theater in the Woods 2007”.   BrightCove.TV. 2007年12月23日時点のオリジナルよりアーカイブ。2007年9月22日閲覧。
12. ↑  Rob Coppinger (2008年12月9日). “Virgin Galactic in SpaceShipThree talks”.   Flightglobal. 2008年12月9日閲覧。